# Holaptilon yagmur
Holaptilon yagmur — вид богомолів з родини Gonypetidae, один з трьох видів у роді Holaptilon. Поширений в Туреччині.

## Ареал
Вид відомий у типовому місцезнаходженні — схили гори Каракадаг у провінції Шанлиурфа на південному сході країни. Населяє степові кам'янисті місцевості. Також, автори таксона вважають, що до виду можуть належати зразки, які раніше зібрані у провінції Агри та були помилково ідентифіковані як Armene robusta.